# F1 2021 (joc video)
F1 2021 este jocul video oficial al Campionatelor de Formula 1 și Formula 2 din 2021, dezvoltat de Codemasters și publicat de EA Sports. Este al paisprezecelea titlu din seria F1 de către Codemasters și primul din seria publicată de Electronic Arts sub divizia sa EA Sports, de la F1 Career Challenge în 2003, după ce Codemasters a fost achiziționat de Electronic Arts cu doar câteva luni înainte de lansarea trailerului.
Jocul a fost lansat pentru Microsoft Windows, PlayStation 4, PlayStation 5, Xbox One și Xbox Series X/S pe 16 iulie 2021. Ediția deluxe a fost lansată cu trei zile mai devreme, pe 13 iulie 2021.

## Dezvoltare și caracteristici
Codemasters a dezvăluit F1 2021 pe 15 aprilie 2021, cu un nou mod poveste și noi circuite, Imola și Portimão, și nou-venitul Jeddah. Circuitele Marina Bay, Melbourne, Montreal și Suzuka sunt incluse în joc așa cum a fost inițial, în ciuda anulării acestor curse în viața reală din cauza pandemiei de COVID-19. Circuitul Shanghai apare și el în joc, deoarece face parte din noul mod Punct de frânare.
Pentru prima dată în modul carieră, acum este posibil ca doi jucători să participe împreună în modul carieră, fie drept colegi de echipă, fie ca rivali.
În mai 2021, a fost anunțat că șapte campioni mondiali și legende de Formula 1 vor fi piloți selectabili în Echipa Mea: Ayrton Senna, Alain Prost, Michael Schumacher, Nico Rosberg, Jenson Button, David Coulthard și Felipe Massa.
Vizualizarea oferită de jocul F1 2021 a crescut față de anul precedent, bazându-se pe o deviere mai precisă a arenei de curse și a expresiilor faciale ale personajelor în modul poveste.
Jucătorii își pot forma propria echipă de F1 prin funcția Echipa Mea. Prin această funcție, jucătorii se vor ocupa de selecția sponsorilor și furnizorii de motoare auto, precum și de procesul de recrutare a coechipierilor. O caracteristică nouă a acestui mod pentru 2021 a fost adăugarea evenimentelor departamentale, în care jucătorului i se oferă un scenariu care afectează echipa și trebuie să aleagă care este, în opinia lor, cea mai bună decizie.

## Mod poveste: Braking Point (Punct de frânare)
Jocul introduce modul poveste Braking Point, care se desfășoară pe trei ani (sfârșitul sezonului de Formula 2 din 2019, apoi sezoanele de Formula 1 din 2020 și 2021). Potrivit unei declarații a Codemasters, Braking Point „cufundă jucătorii în lumea plină de farmec a Formulei 1, oferind un gust al stilului de viață atât pe pistă, cât și în afara acestuia: rivalitățile, emoția și dedicarea necesare pentru a concura la cel mai înalt nivel”.
Protagonistul poveștii este Aiden Jackson, o stea britanică în ascensiune de Formula 2, care urcă în rândurile în speranța de a deveni campion mondial de Formula 1. Deși pune o față bună pentru camere, în afara pistei îi este greu să facă tranziția la Formula 1, concurând împotriva celor mai buni piloți din lume. În introducerea poveștii, partea din sezonul 2020 a poveștii și partea finală a capitolului final, jucătorul își asumă rolul lui Jackson.
De asemenea, în modul poveste este pilotul veteran neerlandez, Casper Akkerman, care este coechipierul lui Jackson. Ca pilot veteran de Formula 1 (ce împărtășește unele caracteristici și trăsături cu Kimi Räikkönen), este mai matur și mai experimentat decât Jackson. Odată cu un val al unei noi generații de piloți care pătrunde pe scena Formulei 1, Akkerman se luptă să rămână competitiv în amurgul carierei sale de curse. Este căsătorit cu Zoe, cu care are o fiică pe nume Lily (Zoe este singura din familia lui Casper, în afară de el, care apare fizic, fiica lui Lily poate fi văzută într-o ramă din stânga laptopului său). Zoe este conștientă de sacrificiile pe care le face soțul ei pentru a rămâne competitiv în Formula 1. Pentru porțiunea din sezonul 2021 a poveștii, accentul se trece la Akkerman.
Devon Butler, un personaj care a apărut în F1 2019 în timpul scenariului de trei curse în modul carieră numit Formula 2 Feeder Series, revine ca rivalul lui Jackson. Lukas Weber, tot de la F1 2019, face o apariție în afara ecranului prin e-mail, în care spune, în mod surprinzător, filmul său preferat din franciza Cars este cel de-al doilea film mult criticat. Butler își păstrează numărul 71 de cursă din F1 2019 (numărul lui Weber era 70), în timp ce Akkerman și Jackson folosesc 54 și, respectiv, 89 (care cel din urmă a fost folosit întâmplător și de Jack Aitken în timpul stagiului său pentru Williams la Marele Premiu al Sakhirului din 2020).
Indiferent de echipa pe care o alege jucătorul, personajul Brian Doyle apare ca o legătură directă cu directorul echipei.

## Recepție
F1 2021 a primit recenzii „în general favorabile” pentru PC, PlayStation 4, 5 și Xbox Series X, potrivit agregatorului de recenzii, Metacritic.
A fost nominalizat pentru Cel Mai Bun Joc Sportiv/de Curse la The Game Awards 2021.